# Cuscuta colombiana
Cuscuta colombiana är en vindeväxtart som beskrevs av Truman George Yuncker. Cuscuta colombiana ingår i släktet snärjor, och familjen vindeväxter. Inga underarter finns listade i Catalogue of Life.